# Roberto Cellini
Roberto Cellini (San Giovanni in Persiceto, 18 dicembre 1965) è un economista italiano.
È Segretario Generale della Società Italiana degli Economisti (2013-16) e Direttore responsabile di Italian Economic Journal, la rivista nata nel 2015 dalla fusione di Giornale degli economisti e Annali di economia e Rivista Italiana degli Economisti e pubblicata da Springer. 
È autore di un manuale di introduzione alla politica economica : Politica economica; introduzione ai modelli fondamentali, McGraw-Hill, 1ª ed., 2006, II^ ed. 2011.
Per conto di Radio Zammù dell’Università di Catania ha curato la registrazione del ciclo di videotape “19 esercizi tipo di microeconomia”. È autore di numerosi articoli su riviste scientifiche, prevalentemente su argomenti di teoria della crescita, teoria dei giochi (in particolare, giochi differenziali) ed economia del turismo e della cultura.Dal 2019 è Direttore del Dipartimento di Economia e impresa dell'Università degli Studi di Catania.

## Biografia

### Dati essenziali
Nato a San Giovanni in Persiceto, Bologna, il 18 dicembre 1965, ha compiuto gli studi primari e secondari a Ferrara (dove si è diplomato al Liceo Scientifico A. Roiti nel 1984); laureato in Scienze Politiche – indirizzo economico all’Università di Bologna, sotto la guida del Prof. Paolo Onofri e conseguito il titolo di Dottore di Ricerca in Economia Politica (con una tesi di dottorato sulla verifica empirica di modelli di crescita endogena, sotto la guida del prof. Nicola Rossi).

Nel 1989 si è diplomato in pianoforte presso il conservatorio statale "G. Frescobaldi" di Ferrara, sotto la guida di Ruth Pardo.

### Carriera accademica
È stato professore di materie economiche nelle Università di Bologna, Università di Ferrara e Università di Catania. Nell'Università di Catania è stato: Vicepreside della Facoltà di Economia (2003-2005); Presidente del Corso di Laurea Specialistica in Economia (2005-11); Direttore del Dipartimento di Economia e Metodi Quantitativi dell'Università di Catania (2008- 2012); Delegato del Rettore alla Programmazione strategica di Ateneo (2013-). Ha inoltre svolto attività didattica in corsi di dottorato di ricerca e di specializzazione in università italiane (Bologna, Roma Torvergata, Ancona, Catania, Lecce, Messina) e straniere (Linz, Stoccarda, Buenos Aires).
È stato membro di numerose società scientifiche (tra cui: European Economic Association, Econometric Society, International Society of Dynamic Games, International Industrial Organization, ecc.). Nella SIE- Società Italiana degli Economisti è stato anche membro del Consiglio di Presidenza (2010-16, con la posizione di Segretario Generale dal 2013).
È stato membro del comitato editoriale di diverse altre riviste scientifiche (nazionali ed internazionali) di area economica (tra cui: Open Economics Journal, Journal of Industrial and Business Economics, Rivista Italiana degli Economisti, Rivista di Politica Economica).

## Contributi scientifici
Oltre che di modellistica di crescita si è occupato di teoria dei giochi, ed in particolare giochi differenziali, applicati a organizzazione industriale ed economia della cultura ed economia del turismo.
Nell’ambito della teoria della crescita, ha mostrato che il modello di crescita neoclassico di Solow è interpretabile come un modello con un meccanismo di correzione dell’errore (ECM) e pertanto le proprietà di integrazione e co-integrazione delle serie storiche (di reddito pro-capite, propensione al risparmio, propensione all'accumulazione di capitale umano, e tasso di crescita demografica) possono fornire un metodo per sottoporlo a verifica empirica. Ha anche studiato i processi di convergenza tra i redditi delle regioni italiane nel lungo periodo e le caratteristiche della loro resilienza nel lungo periodo.
Nell’ambito della teoria dei giochi differenziali si è occupato di modelli di accumulazione di capitale in mercati di oligopolio e ha studiato le dinamiche di prezzo e qualità dei beni in mercati dei settori del turismo, della cultura e anche e anche nell’ambito di beni e servizi sanitari.

### Pubblicazioni
Ha pubblicato oltre 90 articoli su riviste internazionali (tra cui Journal of Economic Theory, Journal of Economic Dynamics and Control, Economics Letters, Journal of Macroeocnomics, Empirical Economics, Regional Studies, Journal of Health Economics, Journal of Evolutionary Economics, Tourism Management, Tourism Economics ecc.) e italiane (Economia politica, Politica economica, Rivista di Politica Economica, Note Economiche, ecc.). È autore o curatore di volumi e articoli in volumi collettanei pubblicati in Italia e all'estero. In particolare, è stato Editor (con G. Cozzi) del volume Intellectual Property, Competition and Growth (Palgrave - McMillan, London, 2007) e (con L. Lambertini) del volume The Economics of Innovation: Incentives, Cooperation, and R&D Policy (Emerald, 2008).